# Росов, Владимир Андреевич
Влади́мир Андре́евич Ро́сов (род. 5 августа 1954 года, Запорожье, УССР, СССР) — российский историк-востоковед, кандидат философских наук, доктор исторических наук, заведующий отделом наследия Рерихов Музея Востока, главный редактор журналов «Ариаварта» и «Вестник Ариаварты», посвящённых истории исследований Центральной Азии и духовной культуры русского зарубежья. Является автором более 350 публикаций на русском, английском, французском и чешском языках. Эксперт Министерства культуры РФ по живописи Н. К. и С. Н. Рерихов. Член Союза писателей России.

## Биография
Окончил факультет прикладной математики (1976) и восточный факультет (1980) ЛГУ по специальности «История Индии». В 1984 году поступил в аспирантуру философского факультета ЛГУ, где в 1987 году защитил кандидатскую диссертацию «Генезис мировоззрения В. И. Вернадского и современная наука», став кандидатом философских наук. Значительное место в диссертации было посвящено теме влияния восточной философии и религии на научное творчество Вернадского. Впоследствии профессионально занимался творчеством Вернадского в Институте истории естествознания и техники АН СССР (Ленинградский отдел).
Проводил научные изыскания в архивах России, США, Индии, Чехии, Франции и других стран. Исследовал творчество и биографию сибирского писателя Георгия Гребенщикова, о котором написал в монографии «Белый Храм на высоких горах. Очерки о русской эмиграции и сибирском писателе Георгии Гребенщикове» (2004).
Принимал участие в создании музея-квартиры русского путешественника Петра Козлова в Санкт-Петербурге и в 1996—2002 годах являлся его директором. В то же время был главным редактором научного журнала «Ариаварта», посвящённого истории исследований Центральной Азии.
В результате многолетней работы по изучению творческого наследия Николая Рериха появился фундаментальный труд Росова «Николай Рерих, Вестник Звенигорода. Экспедиции Н. К. Рериха по окраинам пустыни Гоби», том 1: «Великий План» (2002) и том 2: «Новая Страна» (2004), посвящённые соответственно Центрально-Азиатской и Маньчжурской экспедициям русского художника.
В 2003 году Владимир Росов продолжил образование в докторантуре Гуманитарного института при СПбГУ. Докторская диссертация была защищена 12 октября 2005 года по теме «Русско-американские экспедиции Н. К. Рериха в Центральную Азию (1920-е и 1930-е годы)» (научный консультант — академик РАН Борис Ананьич, главный оппонент — академик РАН Владимир Мясников, второй оппонент — Ю. В. Линник).
В результате активной кампании общественной организации «Международный центр Рерихов» против утверждения докторской диссертации Президиум ВАК направил её в диссертационный совет Института истории Сибирского отделения РАН для дополнительной экспертизы. На фоне многочисленных публикаций «за» и «против» диссертации 7 марта 2007 года Владимир Росов повторно защитил диссертацию в Новосибирске в диссертационном совете Института истории СО РАН под руководством академика РАН Н. Н. Покровского; официальный оппонент, назначенный от ВАК,— академик РАН В. И. Молодин. 17 октября 2007 года диссертация защищалась в третий раз — в Москве на специальном заседании бюро Отделения историко-филологических наук РАН. В общей сложности в защиту диссертации оказалось вовлечено более 40 докторов наук и академиков РАН.
Владимир Росов является заведующим отделом наследия Рерихов Музея Востока, где выпускает иллюстрированный альманах «Вестник Ариаварты», посвящённый семье Рерихов и духовной культуре Русского зарубежья. В качестве издателя выпустил в свет около 50 книг и сборников.
С 2008 года Владимир Росов входит в состав Исполкома «Общества культурного и делового сотрудничества с Индией». 17 декабря 2014 года награждён Всероссийской литературной премией «Белуха» им. Г. Д. Гребенщикова. Лауреат литературных премий: международного литературного конкурса «Двое» памяти Д. С. и З. Н. Мережковских (2015) — в номинации «Проза», первая премия; конкурса «Серебряный голубь России» (2017, 2018).

## Избранная библиография
Докторская диссертация:
- Русско-американские экспедиции Н. К. Рериха в Центральную Азию (1920-е и 1930-е годы). Автореферат диссертации на соискание учёной степени доктора исторических наук.— СПб., 2005.— 38 с.

Монографии:
- В. И. Вернадский и русские востоковеды. Мысли — источники — письма. — СПб.: «Сердце», 1993. — 144 с. — 2000 экз. — ISBN 5-88143-006-9.

- Семинариум Кондаковианум: Хроника реорганизации в письмах (1929—1939).— СПб., 1999.— 168 с.
- Николай Рерих: Вестник Звенигорода. Экспедиции Н. К. Рериха по окраинам пустыни Гоби. Книга I: Великий План. — СПб.: Алетейя, 2002.— 272 с. (html-версия (недоступная ссылка))
- Николай Рерих: Вестник Звенигорода. Экспедиции Н. К. Рериха по окраинам пустыни Гоби. Книга II: Новая Страна. — М.: Ариаварта-Пресс, 2004.— 304 с. (html-версия (недоступная ссылка))
- Белый Храм на высоких горах. Очерки о русской эмиграции и сибирском писателе Георгии Гребенщикове. — СПб.: Алетейя, 2004.— 120 с.: илл. (pdf-версия)
- Святослав Николаевич Рерих. 1904—1993: Текст // Святослав Рерих (Великие художники. Том 88). — М.: Директ-Медиа; ЗАО "Издательский дом «Комсомольская правда», 2011. С. 3-48.
- Свет Небесный. Этюды о картинах Н. К. Рериха. — Самара: Арт-Лайт, 2016. 192 с.: ил. ISBN 978-5-9908873-0-5
- Композитор Василий Завадский: Люди как ноты. — М.: ГМВ, 2017. 120 с.: ил. ISBN 978-5-903417-99-5
- Лики Христа. Библейская живопись Святослава Рериха. — М. : ГМВ, 2019. 120 с.: ил. ISBN 978-5-9909219-8-6

Статьи:
- Vivekanandas Way to Russia // Prabudha Bharata. Calcutta, 1991. Vol.96. N 8.
- Биохимическая лаборатория в Гималаях. Страница завещанных и несбывшихся пророчеств из истории Института «Урусвати» // Ариаварта.— СПб., 1998. № 2.
- Многоликий Чахем-була: Послесловие // Декроа Н. Тибетские странствия полковника Кордашевского (с экспедицией Н. К. Рериха по Центральной Азии).— СПб., 1999.
- Маньчжурская экспедиция Н. К. Рериха в поисках «Новой страны» // Ариаварта.— СПб., 1999. № 3.
- Чураевы и Чураевка. Преподобный Сергий // Дельфис. — 2000. — № 24(4)
- На Гималаи первая весть // Дельфис. — 2001. — № 25(1)
- Великий Всадник. О Ленине и символике звезды на картинах Николая Рериха // Вестник Ариаварты, 2002, № 1.
- Американское общество «Белуха» и проект Н. К. Рериха «Единая Азия» // Вестник Санкт-Петербургского университета.— Сер. 2. История.— 2005.— Вып. 2.— С. 69—79.
- Маньчжурская экспедиция Н. К. Рериха 1934—1936 годов. Материалы архивов США // Журнал РАН «Новая и новейшая история». 2005. Июль-август. № 4. С. 184—189.
- Не культура, а политика // Литературная газета.— 2006.— 15-21 ноября.— № 46 (6094). — С. 15.
- Кашгарский доктор А. Ф. Яловенко. Забытая могила на склонах Гималаев // Дельфис. — 2008. — № 3 — С. 21-26; илл.
- Юрий Рерих: Возвращение в «Новую Страну» // Россия и современный мир. — 2009. — № 3 (64) — С. 229—247.

Доклады:
- «Неизвестные архивы Рериха» // Доклад на вечере журнала «Дельфис». Москва, 2.03.2010 видео
- «Посещал ли Н. К. Рерих заповеданную Лхасу?» // Доклад на вечере журнала «Дельфис». Москва, 1.11.2011 видео